# The Boxer (The Chemical Brothers)
The Boxer is een nummer van The Chemical Brothers, uitgebracht op 11 juli 2005 door het platenlabel Astralwerks. Het nummer behaalde de 41e positie in de UK Singles Chart.